# جان لوي ترينتينيان
جان لوي ترينتينيان (11 ديسمبر 1930 - 17 يونيو 2022)، هو ممثل ومخرج وكاتب سيناريو فرنسي، ولد في اقليم فوكلوز الفرنسي، وانتقل إلى باريس وهو في سن العشرين، وكان أول ظهور كممثل في مسرحية عام 1951 والتحلق بالخدمة العسكرية في الجيش الفرنسي.

## الجوائز
- جائزة الدب الذهبي لعام1968.
- جائزة أفضل ممثل في مهرجان كان السينمائي لعام 1969.
- جائزة أفضل ممثل في جوائز سيزار 2013.
- جوائز الأفلام الأوروبية 2012.

## روابط خارجية
- جان لوي ترينتينيان على موقع IMDb (الإنجليزية)
- جان لوي ترينتينيان على موقع الموسوعة البريطانية (الإنجليزية)
- جان لوي ترينتينيان على موقع مونزينجر (الألمانية)
- جان لوي ترينتينيان على موقع ألو سيني (الفرنسية)
- جان لوي ترينتينيان على موقع ميوزك برينز (الإنجليزية)
- جان لوي ترينتينيان على موقع تيرنر كلاسيك موفيز (الإنجليزية)
- جان لوي ترينتينيان على موقع أول موفي (الإنجليزية)
- جان لوي ترينتينيان على موقع قاعدة بيانات الأفلام السويدية (السويدية)
- جان لوي ترينتينيان على موقع إن إن دي بي (الإنجليزية)
- جان لوي ترينتينيان على موقع ديسكوغز (الإنجليزية)